# 乙部八兵衛
乙部 八兵衛（おとべはちべえ、生没年不詳）は、戦国時代から江戸時代前期にかけての武将、足軽大将。
徳川家の隠密の元締めとして活躍する。
三河一向一揆の際には、徳川家康に内通し、夏目吉信らの守る野場城を陥落させる。
それ以降、三方ヶ原の戦い、上田合戦などに従軍。

## 生涯

### 生い立ち
乙部八兵衛は1533年頃生まれたとされている。その後、徳川家足軽となる。

### 戦での活躍
初陣は三河一向一揆時であり、敵に内通し、夏目吉信らが守る野場城を陥落させる。
伊賀越のときは家康とともに三河まで撤退、その時は家康を本多忠勝らとともに守り続けた。1600年の関ヶ原の戦いで徳川秀忠の第二次上田合戦に従軍。

### 晩年
晩年は隠居し、駿府にて最期を迎えたと言われている。